# ماریون گروبنر
ماریون گروبنر (انگلیسی: Marion Gröbner؛ زادهٔ ۱۶ دسامبر ۱۹۸۵) بازیکن فوتبال اهل اتریش است.

وی همچنین در تیم ملی فوتبال زنان اتریش بازی کرده‌است.